# Kumiko Yamada
Kumiko Yamada (山田久美子?, Yamada Kumiko; Minami, 14 febbraio 1979) è un'ex cestista giapponese.

## Carriera
Con il Giappone ha disputato due edizioni dei Campionati del mondo (1998, 2002).